# Draba depressa
Draba depressa är en korsblommig växtart som beskrevs av Joseph Dalton Hooker. Draba depressa ingår i släktet drabor, och familjen korsblommiga växter. Inga underarter finns listade i Catalogue of Life.